# Görtz Holding
Die Görtz Holding GmbH, ehemals Ludwig Görtz GmbH, ist ein deutsches Schuhhandelsunternehmen und wurde 1875 in Barmbeck b. Hamburg gegründet.
Am 6. September 2022 meldeten mehrere Unternehmen des Konzerns Insolvenz an. Am 8. Juni 2023 gab das Unternehmen bekannt, einen neuen Investor gefunden zu haben. Am 20. Januar 2025 ordnete das Hamburger Amtsgericht das zweite Insolvenzverfahren für die Teilgesellschaft Görtz Retail GmbH an.

## Geschichte

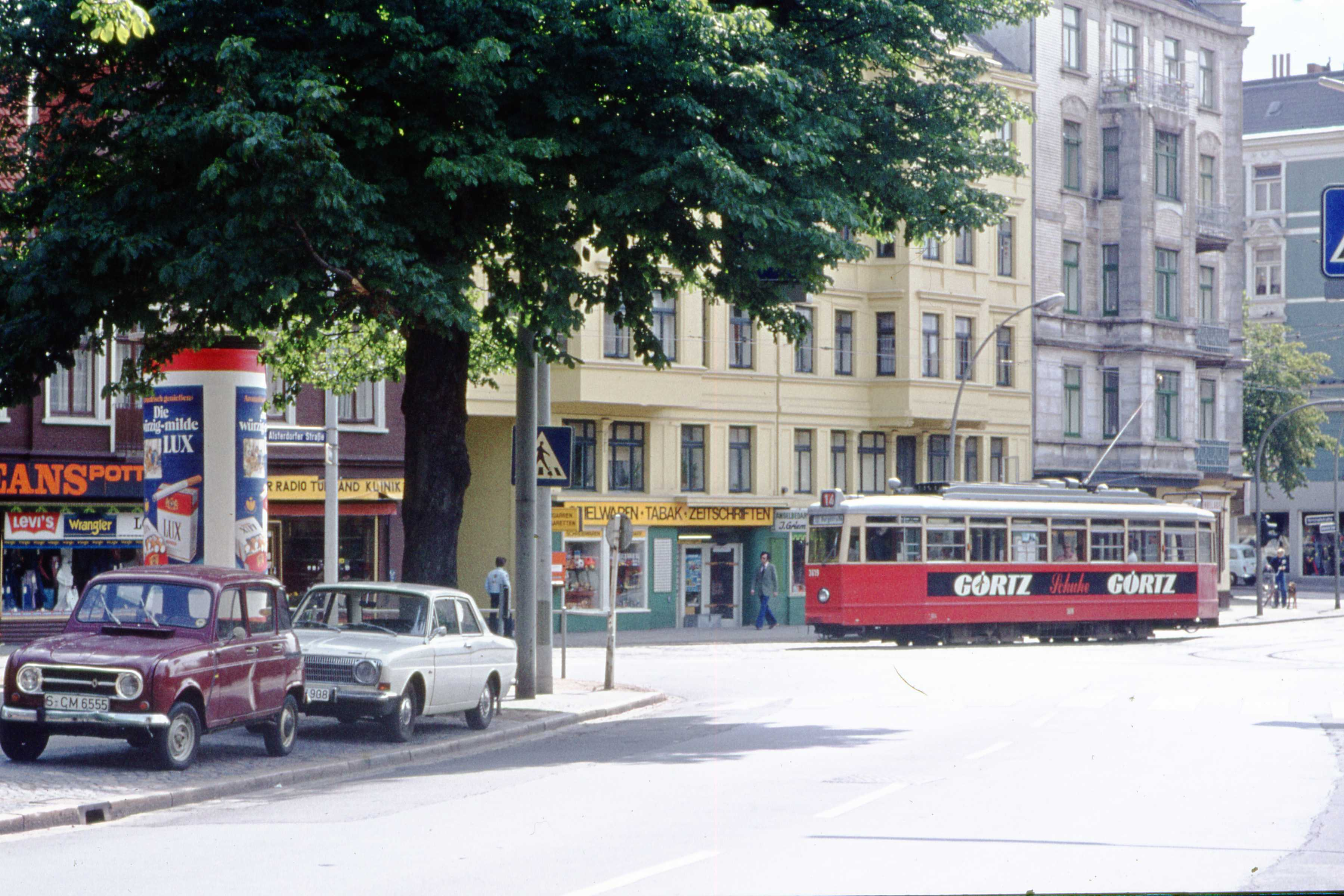
Werbung des Unternehmens auf einer Straßenbahn, 1970er Jahre

1875 eröffnete Johann Ludwig Görtz in Barmbeck b. Hamburg, der als Kaufmann zunächst im Kartoffelhandel begonnen hatte, auf einem Raum von 14 m² sein erstes Herrenschuhfachgeschäft. 1938 wurde ein weiteres Geschäft in Hamburg eröffnet. 1959 wurde in Reutlingen die erste Filiale außerhalb Hamburgs eröffnet. 1970 entstand in Hamburg Görtz 17. 1980 wurde die Schuhmodemarke Belmondo gegründet, welche vom Unternehmen selbst designt, produziert und vertrieben wird. Seit 1993 ist Görtz in Wien vertreten, weitere Filialen in Österreich und ab 2006 in Polen folgten. Mit dem Kauf der Pasito Fricker AG war das Unternehmen von 2010 bis 2014 in der Schweiz präsent. Im Jahr 2014 stieg der Münchener Finanzinvestor Afinum bei Görtz ein. Mit der Partnerschaft sollte das Internetgeschäft vorangetrieben werden.
Ludwig Görtz (1934–2024), der 1980 die Unternehmensleitung von seinem Vater übernommen hatte, gab 2015 nach vier Jahren großer Verluste den Vorsitz des Verwaltungsrates des Hamburger Schuhhandelsunternehmens Görtz ab. Sein Unternehmen kehrte 2016 in die Gewinnzone zurück. 2016 wurde der Onlineshop überarbeitet.
Am 6. September 2022 wurde für die Muttergesellschaft Ludwig Görtz GmbH ein Schutzschirmverfahren sowie für die Filial- und die Logistik-Tochter jeweils Insolvenzverfahren in Eigenverwaltung beim Amtsgericht Hamburg angemeldet. Für die Ludwig Görtz GmbH wurde ein Insolvenzverwalter von der Anwaltskanzlei White & Case bestellt.

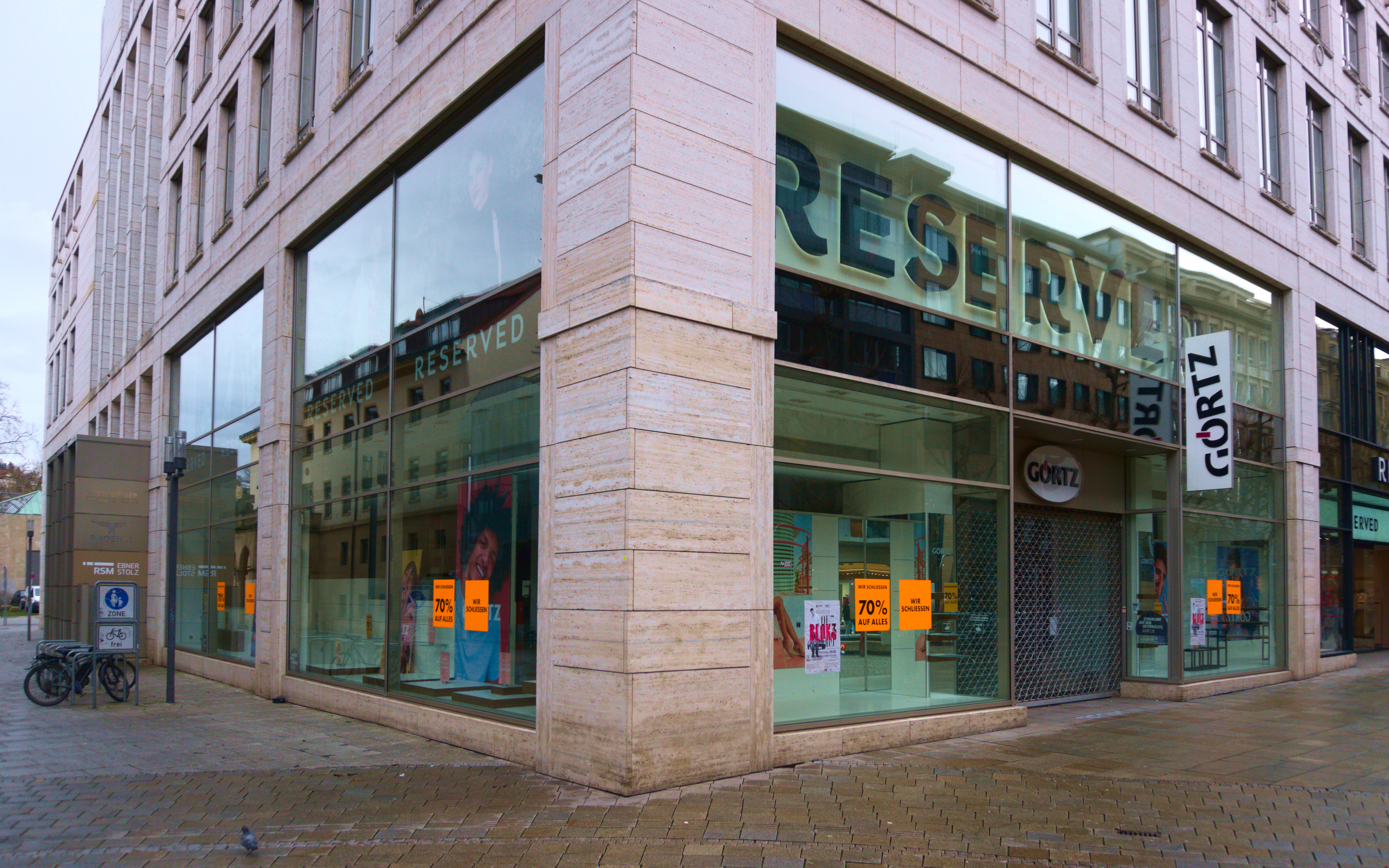
Aufgegebene Filiale in Stuttgart, Königstraße, 2024

Im März 2023 wurde bekannt, dass die Familie Görtz 100 % ihrer Anteile veräußert und somit das Unternehmen komplett verlässt. Neuer Investor wurde die österreichische CK Technology des Investors Bolko Kissling.
Am 17. Juli wurde das Insolvenzverfahren beendet, im Zuge dessen Görtz einen Großteil der Filialen geschlossen und Stellen abgebaut hatte.
Im Januar 2025 erfolgte ein weiteres Insolvenzverfahren. In dessen Verlauf wurden bis zur Jahresmitte 2025 nahezu alle der zuletzt noch rund 40 Läden der Marke abgewickelt. Lediglich für drei Standorte wurden bis dahin erfolgreich Übernahmen durch andere Unternehmen vereinbart.

## Vertriebswege
Görtz
Die stationären Geschäfte unter der Firmierung Görtz bietet Schuhe, Taschen und Accessoires an. Neben Eigenmarken wie Cox, Another A, Belmondo, Drievholt und Ludwig Görtz werden Designermarken wie Dr. Martens und Calvin Klein geführt.
Görtz Online-Shop
Görtz betrieb einen Online-Shop im Internet. Von Oktober 2010 an war Görtz auch mit einem Online-Shop in Österreich vertreten. Im Jahr 2015 wurde eine Multichannel-Vertrieb integriert, der es dem Kunden ermöglichte, online Schuhe in einer Wunschfiliale zu reservieren, zu bezahlen und in einer Filiale abzuholen. Seit 2020 wurden externe Händler eingebunden, die den Shop auf eigene Rechnung nutzen konnten. Im Juli 2024 wurde der Shop abgeschaltet. Der damals angekündigte Neustart ist bislang nicht erfolgt.
Belmondo
1980 als Tochterunternehmen von Görtz gegründet, war Belmondo im Jahr 2007 in 20 Ländern präsent. Neben Damen- und Herrenschuhen verkaufte die Marke seit 2006 auch Accessoires wie Gürtel, Taschen, Kleinlederwaren oder Sonnenbrillen. Später wurde der eigenständige Vertrieb eingestellt und Belmondo als Eigenmarke über die übrigen Vertriebswege weitergeführt.
Görtz 17, Hess und Room by Görtz
Das Unternehmen Görtz betrieb neben Filialen der Hauptmarke zeitweise auch die Filialkonzepte Görtz 17, Room by Görtz und Hess.

## Flagshipstores

### Dortmund
Der Dortmunder Flagshipstore im Westenhellweg erstreckt sich über rund 1.000 m² Verkaufsfläche.

### Hamburg
Der Hamburger Flagshipstore und größtes Schuhkaufhaus der Stadt in der Spitalerstraße/Mönckebergstraße erstreckte sich über drei Etagen und 2.500 m² Verkaufsfläche. Nach Eigenangaben handelt es sich um das größte Schuhhaus Europas. Ende April 2025 wurde es geschlossen.

### Leipzig
Der Flagshipstore in Leipzig erstreckte sich über mehrere Ebenen und rund 1.400 m² Verkaufsfläche im Haus Drei Könige. Es handelt sich um ein Geschäftshaus in der Leipziger Petersstraße 32/34, das bis 1990 eines der innerstädtischen Messehäuser war. In ihm wurden zu den Leipziger Messen bereits Schuhe ausgestellt.

## Wirtschaftsdaten

### Einzelunternehmen
Die Wirtschaftsdaten des Einzelunternehmens Ludwig Görtz GmbH
| Jahr | Mitarbeiter | Umsatzerlöse (in Mio. €) | Jahresüberschuss (in Mio. €) |
| ---- | ----------- | ------------------------ | ---------------------------- |
| 2010 | 164         | 163,6                    | 8,0                          |
| 2011 | 276         | 165,9                    | −14,9                        |
| 2012 | 255         | 145,8                    | −4,9                         |
| 2013 | 220         | 141,4                    | −8,7                         |
| 2014 | 199         | 152,4                    | −4,8                         |
| 2015 | 210         | 148,4                    | −2,3                         |
| 2016 | 216         | 138,1                    | 2,2                          |
| 2017 | 218         | 136,7                    | 3,9                          |
| 2018 | 176         | 140,5                    | 5,9                          |
| 2019 | 190         | 70,4                     | 0,7                          |
| 2020 | 182         | 21,4                     | −35,5                        |
| 2021 | 190         | 22,9                     | −39,6                        |

### Konzern
| Jahr | Mitarbeiter | Umsatzerlöse (in Mio. €) | Jahresüberschuss (in Mio. €) |
| ---- | ----------- | ------------------------ | ---------------------------- |
| 2009 | 3.296       | 288,9                    | 0,1                          |
| 2010 | 3.719       | 361,3                    | 8,0                          |
| 2011 | 3.880       | 348,4                    | −0,02                        |
| 2012 | 3.635       | 333,2                    | −0,6                         |
| 2013 | 3.328       | 318,8                    | −9,5                         |
| 2014 | 3.040       | 278,3                    | −1,6                         |
| 2015 | 2.873       | 268,6                    | −0,6                         |
| 2016 | 2.929       | 267,9                    | 2,4                          |
| 2017 | 2.721       | 251,0                    | 5,5                          |
| 2018 | 2.678       | 254,8                    | 0,5                          |
| 2019 | 2.678       | 254,8                    | 0,5                          |
| 2020 | 2.470       | 198,9                    | −36,3                        |
| 2021 | 2.125       | 195,4                    | −40,2                        |